# Magomed Tušajev
Magomed Salaudinovič Tušajev (rusko Магомед Салаудинович Тушаев), rusko-čečenski vojaški poveljnik in general, * 23. februar 1986
Tušajev je bil neposredno vpleten v teroriziranje čečenske LGBTQ skupnosti, ki je med drugim vključevalo ugrabitve in mučenja moških, osumljeni homoseksualnosti. Obdobje je bilo poimenovano kot čečenska proti-homoseksualna čistka.
Bil je vrhovni poveljnik 141. motoriziranega polka čečenske nacionalne garde Ahmat Kadirov in član OMON. 26. februarja 2022 so nepotrjena poročila trdila, da so ga med rusko invazijo na Ukrajino v bitki ubili vojaki ukrajinske nacionalne garde in ukrajinske »enote Alfa«. Smrt sta potrdili tako vlad ukrajinskega predsednika kakor tudi ukrajinski mediji.